# Pierre-François Hugues d’Hancarville

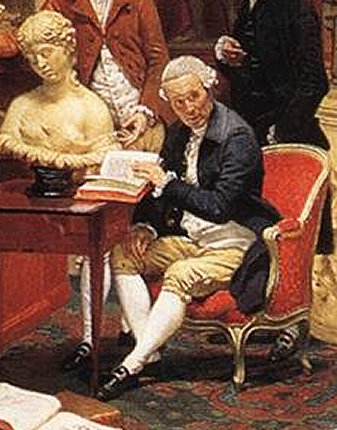
Pierre-François Hugues d’Hancarville. Detail des Gemäldes Charles Townley in his Sculpture Gallery von Johann Zoffany aus dem Jahr 1782

Pierre-François Hugues Baron d’Hancarville (* 1. Januar 1719 in Nancy als Pierre-François Hugues; † 9. Oktober 1805 in Padua) war ein französischer Abenteurer, Altertumsforscher und Kunsthistoriker. Er ist vor allem mit der von ihm beaufsichtigten Veröffentlichung der Vasensammlung William Hamiltons bekannt geworden.
Pierre-François Hugues war Sohn eines Tuchhändlers. Er ging zunächst nach Deutschland, wo er eine militärische Karriere einschlug. Er war Hauptmann am Hof von Mecklenburg und stand später in Diensten Württembergs. Reisen führten ihn in viele Metropolen Europas. Seit den 1750er-Jahren nannte er sich Baron d’Hancarville. Durch sein Auftreten, seine Begabung und seine Eloquenz gelangte er in Kontakt mit den führenden Kreisen Europas. Er begegnete Gotthold Ephraim Lessing und stand in brieflichem Kontakt mit Friedrich dem Großen, Voltaire und Johann Joachim Winckelmann. 
Mehrfach kam er mit dem Gesetz in Konflikt. Wegen Schulden und Diebstahl wurde er verfolgt und saß zeitweise in Gefängnissen. 1763 kam er nach Neapel, wo er auf den englischen Gesandten William Hamilton traf. Dieser beauftragte ihn mit der Publikation seiner Vasensammlung. Der erste Band erschien 1767 in Neapel, doch wurde d’Hancarville 1769 wegen seiner Schulden aus Neapel ausgewiesen. Er verließ die Stadt in Richtung Florenz und entwendete dabei bereits fertige Tafeln für weitere Bände von Hamiltons Sammlung. Auch in Florenz holten ihn seine Schulden ein und er wurde erneut eingesperrt. Um seine Schulden zu begleichen, verpfändete er unter anderem diese Tafeln, die Hamilton später auslösen musste. Die weitere Herausgabe der Bände verzögerte sich somit massiv. D’Hancarville ging 1777 nach London, wo er von Charles Townley und Richard Payne Knight unterstützt wurde, 1785 ging er nach Paris. Die Stadt verließ er wegen der Wirren der Französischen Revolution 1792 wieder Richtung Rom. Später ging er nach Venedig. In Italien konnte er seinen Lebensabend als Gelehrter verbringen.
Sein erstes Buch veröffentlichte d’Hancarville 1752; dabei handelte es sich noch um ein Werk über Politik und Moral. Seinen besonderen Ruf erwarb er sich aber mit der Herausgabe des Katalogs der Sammlung Hamilton unter dem Titel Collection Of Etruscan, Greek And Roman Antiquities From The Cabinet Of The Honble. Wm. Hamilton. Trotz der persönlich bedingten Verzögerungen bei der Veröffentlichung gilt dieser Katalog bis heute als ein epochales Werk der Kunstgeschichte und Archäologie. Dank der Qualität und Neuartigkeit der Darstellungen hatte er lange Zeit nachhaltigen Einfluss auf die Antikenrezeption. In späteren Bänden des Katalogs nahm d’Hancarville auch andere Kunstwerke als Vasen auf und versuchte in den Texten sogar eine umfassende kunsthistorische Betrachtung zu geben. Daneben gab er einen Band mit antiken und antikisierenden erotischen Gemmenabbildungen heraus, der mehrfach neu aufgelegt wurde. Die dazugehörigen Texte verfasste er mit einem ironischen Unterton.

## Schriften
- Essai de politique et de morale calculée. Band 1. s. n., s. l. 1752 (nur dieser Band erschienen).
- Collection of Etruscan, Greek, and Roman antiquities from the cabinet of the Honble. Wm. Hamilton. = Antiquités etrusques, grecques et romaines. Tirées du Cabinet de M. Hamilton. 4 Bände. Imprimé par François Morelli, Neapel, 1766–1767, (Bd. 1, 1766 [gedruckt 1767], Digitalisat, Bd. 2, 1767 [1770], Digitalisat, Bd. 3, 1767 [1776], Digitalisat, Bd. 4, 1767 [1776], Digitalisat).
- Veneres uti observantur in gemmis antiquis. 2 Bände. s. n., Lugduni Batavorum 1771. Digitalisat
- Monumens de la vie privée des douze Cesars d’après une suite de pierres gravées sous leur règne. Sabellus, Capri [das ist: Leclerc, Nancy] 1780, Digitalisat.
- Monumens du culte secret des dames romaines, pour servir de suite aux Monuments de la vie privée des XII Césars. Sabellus, Capri [das ist: Leclerc, Nancy] 1784, Digitalisat.
- Recherches sur l’origine, l’esprit et les progrès des arts dans la Grèce; sur leurs connexions avec les arts et la religion des plus anciens peuples connus; sur les monumens antiques de l’Inde, de la Perse, du reste de l’Asie, de l’Europe et de l’Égypte. 2 Bände + Supplèment. Appleyard, London 1785, Digitalisat Bd. 1, Digitalisat Bd. 2, Digitalisat Supplèment.